# Ulica Lubuska we Wrocławiu
Ulica Lubuska, do 1945 r. Brandenburgerstraße – ulica we Wrocławiu, ciągnąca się niegdyś od Gräbschener Straße (ul. Grabiszyńskiej) na południowy wschód do Gabitz Straße (ul. Gajowickiej), a później dalej, aż do Kaiser Wilhelm Straße (ul. Powstańców Śląskich).

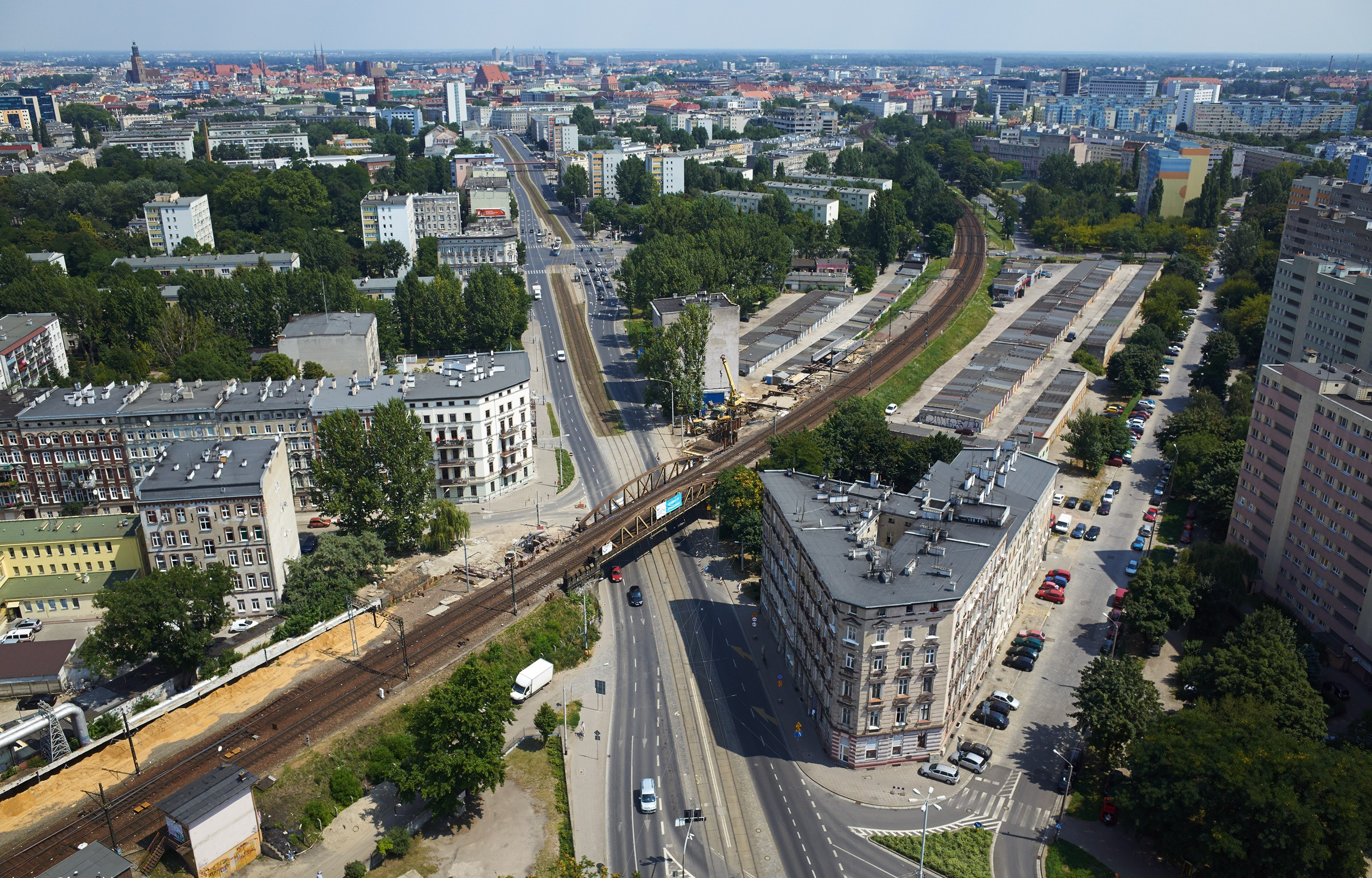
U dołu kadru skrzyżowanie ul. Grabiszyńskiej (przeciętej wiaduktem kolejowym) z ul. Lubuską (w prawo, równoległa do torów kolejowych); przy Lubuskiej widoczne jedyne kamienice, które nie uległy zniszczeniu podczas oblężenia Festung Breslau w 1945 r., a także – po przeciwnej stronie – cztery tzw. „żyletkowce”

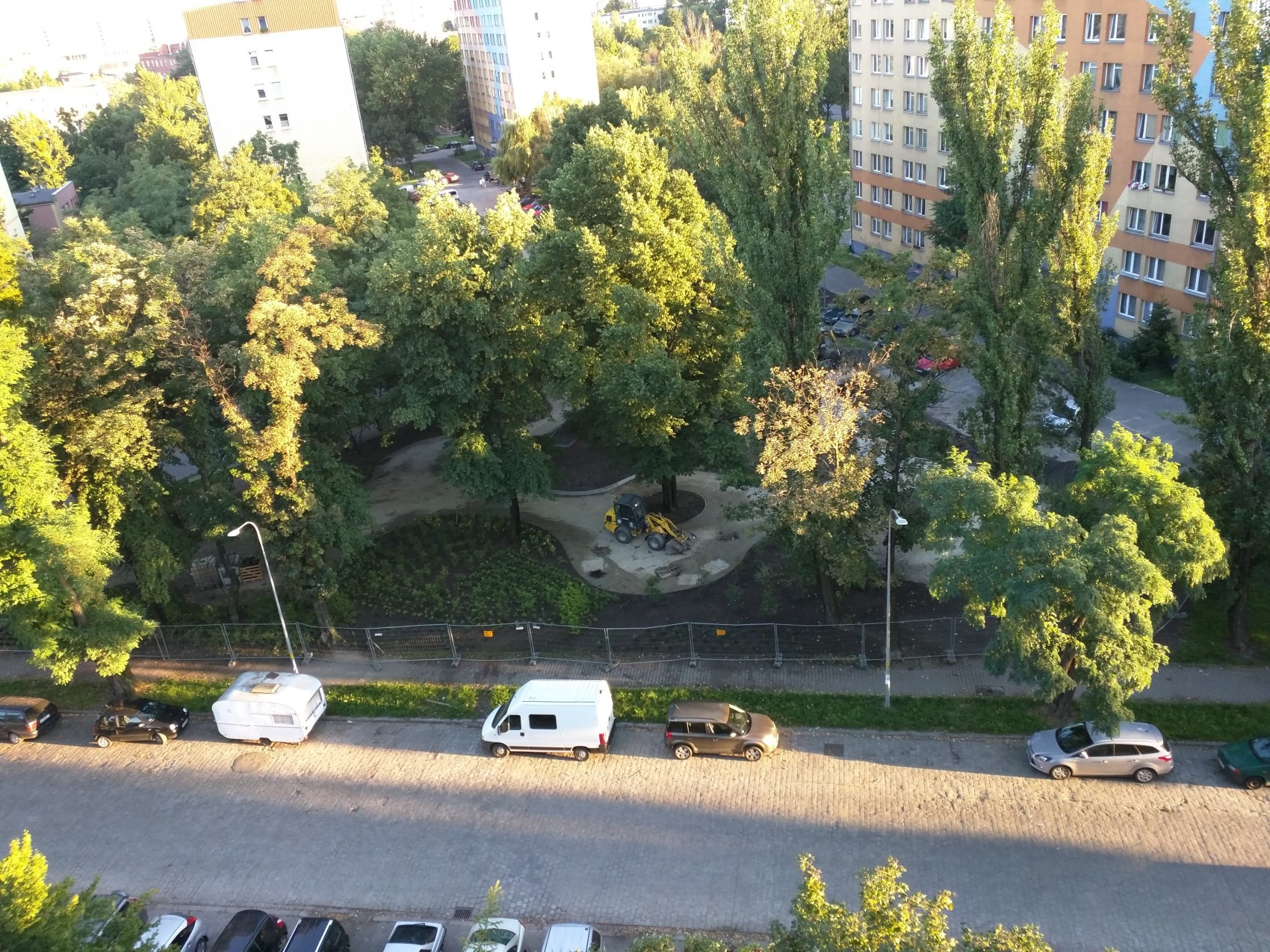
Skwer Ptasi Zagajnik; na pierwszym planie jezdnia ul. Lubuskiej

Jej budowę podjęto, wobec potrzeby skomunikowania Grabiszyna z Gajowicami, w roku 1873 (jeszcze w czasie, kiedy po jej obu stronach znajdowały się pola uprawne). Dwa lata później pierwszy odcinek od Grabiszyńskiej w kierunku południowo-wschodnim uzyskał nazwę Brandenburgerstraße („ulicy Brandenburskiej”). Później jednak roboty zostały wstrzymane, wobec czego dopiero w 1894 udało się ostatecznie zrealizować zamierzone połączenie. Aż do lat 30. XX wieku Brandenburgerstraße kończyła się przy trójkątnym Hohenzollern Platz (później nazwanym Placem Jakuba Szeli, a od 2015 Skwerem Ptasi Zagajnik); w roku 1939 leżącą na przedłużeniu Brandenburgerstraße ulicę, Moritzstraße, przyłączono do tej pierwszej, przez co cały ciąg od Kaiser Wilhelm Straße do Gräbschener Straße uzyskał wspólną nazwę. Nowa Brandenburgerstraße liczyła wówczas ok. 1,25 km długości.
Po I wojnie światowej przy ulicy tej mieścił się konsulat Francji, który został zdemolowany 26 sierpnia 1920 przez niemieckie bojówki (tak samo jak znajdujący się w innej części miasta konsulat Polski). Było to w okresie zaostrzenia się (w Polsce i w Niemczech) kampanii przed planowanym na rok następny plebiscytem na Górnym Śląsku; kampanię tę nadzorowała Międzysojusznicza Komisja, na czele które stał Francuz, generał Henri Le Rond.
Podczas II wojny światowej przy znajdował się przy tej ulicy obóz przymusowych robotników-obcokrajowców. Sześciuset ludzi (w tym ok. stu Polaków) zostało umieszczonych w pięciu barakach. Podczas oblężenia Festung Breslau w 1945 ulica została niemal doszczętnie zniszczona. Do odbudowy nadawały się jedynie trzy skrajne kamienice przy samej Grabiszyńskiej, i po ich odbudowie (i odgruzowaniu pozostałych, zniszczonych obiektów) przez dwadzieścia lat pozostały odcinek ulicy pozostawał zupełnie bez żadnej zabudowy. Cały czas figurowała ona pod polską nazwą ulicy Lubuskiej.
Dopiero w latach 60. XX w. zaczęły przy końcowym odcinku ulicy (w sąsiedztwie jedynych zachowanych kamienic przedwojennych) powstawać, po stronie parzystej (południowej) bloki z wielkiej płyty, tzw. „żyletkowce” w ramach Osiedla Gajowice. Pozostały odcinek ulicy, aż do Powstańców Śląskich, nadal pozostawał pusty, podobnie jak ponadstuhektarowy obszar dzielnicy Południe. 26 kwietnia 1968 i 15 stycznia 1969 dokonano administracyjnych korekt, polegających na wyłączeniu dwóch środkowych odcinków ulicy, w sąsiedztwie jej skrzyżowań z ulicą Gajowicką i z ulicami Zielińskiego i Gwiaździstą. Na tych wyłączonych odcinkach powstały potem, na przełomie lat 60. i 70., nowe bloki mieszkalne. Jednym z nich jest przecinający w poprzek zarówno ulicę Lubuską, jak Gajowicką czteropiętrowy budynek długości 300 metrów, zaprojektowany przez arch. Leszka Tumanowicza, a drugim (Zielińskiego 40-54) jeden z trzech jedenastopiętrowych bloków przy tej ulicy. W ten sposób ulica Lubuska została rozerwana na dwa rozłączne odcinki: ten przy ul. Powstańców Śląskich pozostawał jeszcze pusty aż do początku XXI wieku, kiedy zaczęto zabudowywać Nowe Centrum Południowe pomiędzy ul. Gwiaździstą a Powstańców Śląskich, i kiedy ostateczne znikły pod tą zabudową resztki dawnej Moritzstraße.

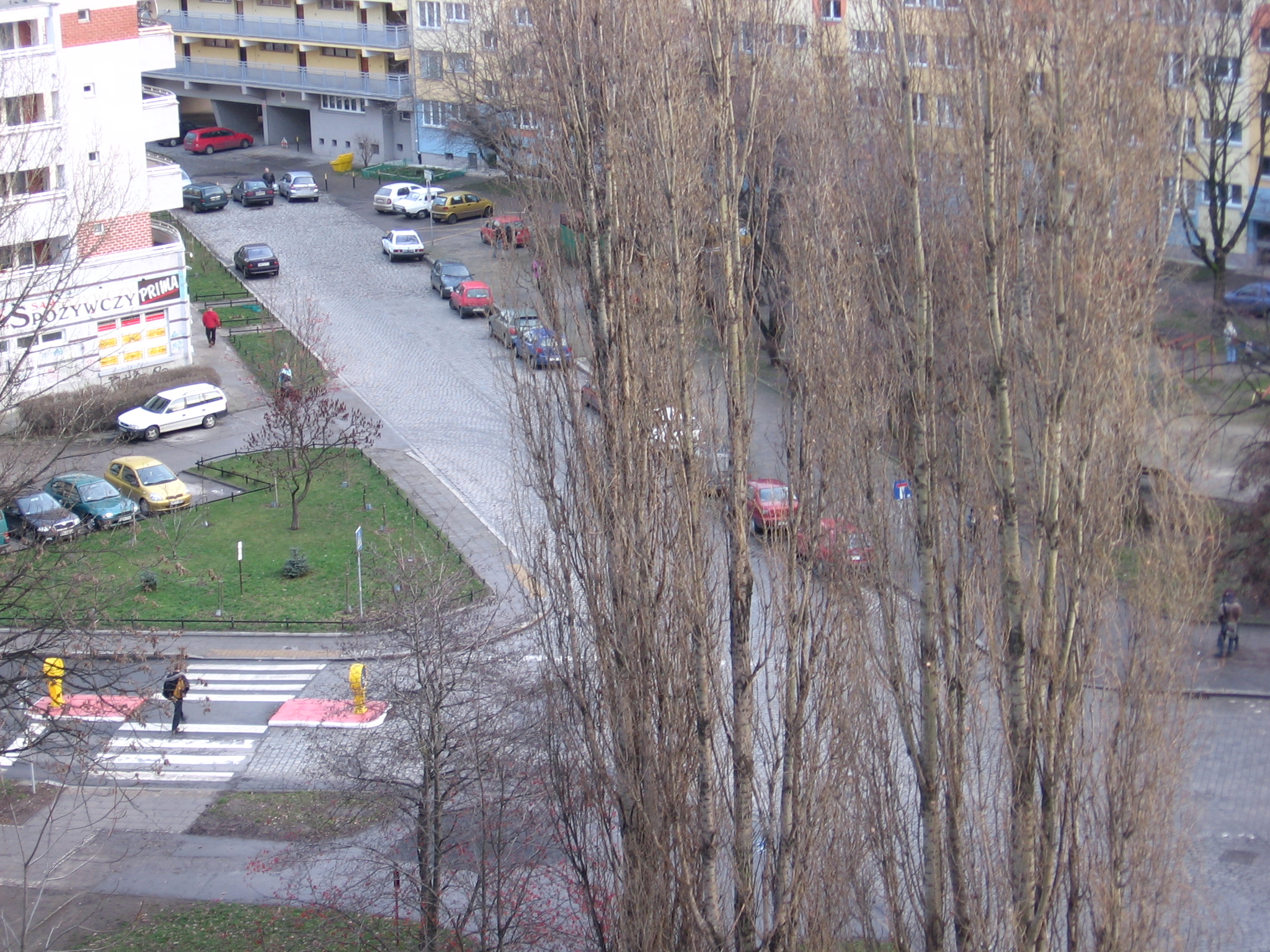
Południowo-wschodni „ślepy” odcinek Lubuskiej, zamknięty blokiem wg projektu arch. Leszka Tumanowicza

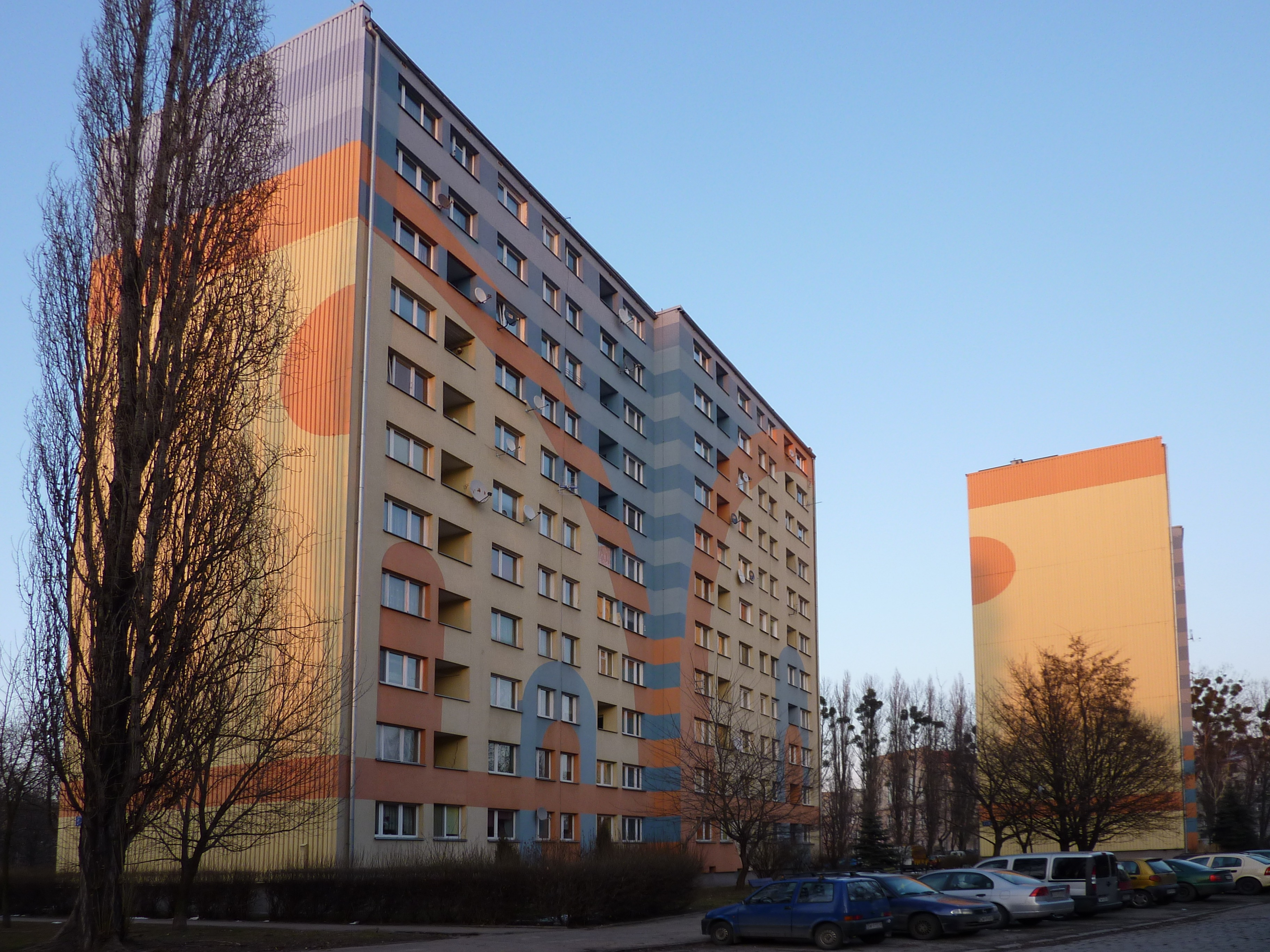
Bloki przy ul. Lubuskiej 1-7

Krótki odcinek Lubuskiej od skrzyżowania ze Skwierzyńską do nowo powstałego bloku wg proj. Tumanowicza zamienił się wskutek tych przekształceń w sięgacz (ślepą ulicę). Pod koniec lat 70. rozpoczęto budowę jeszcze dwóch 10-piętrowych bloków na odcinku pomiędzy ulicami Skwierzyńską i Zaporoską. Budynkom tym nadano numery 1-3 i 5-7; oddano je do eksploatacji wiosną roku 1980. Północna pierzeja ulicy Lubuskiej, pomiędzy Zaporoską a trzema przedwojennymi kamienicami, pozostaje wciąż pozbawiona miejskiej zabudowy, zlokalizowano tam jedynie kilka szeregów garaży.
W obowiązującym od 2016 roku podziale Wrocławia na osiedla, południowy odcinek ulicy zaliczany jest do osiedla Gajowice, a północny (numery posesji od 1 do 7) – do osiedla Powstańców Śląskich.

## Źródła
- Lubuska. W: Zygmunt Antkowiak: Ulice i place Wrocławia. T. 11. Wrocław: Ossolineum, 1970, s. 135–136, seria: Biblioteka wrocławska.
- System Informacji Przestrzennej Wrocławia
- fotopolska.eu – mapy i plany Wrocławia